# 尼克·佛度

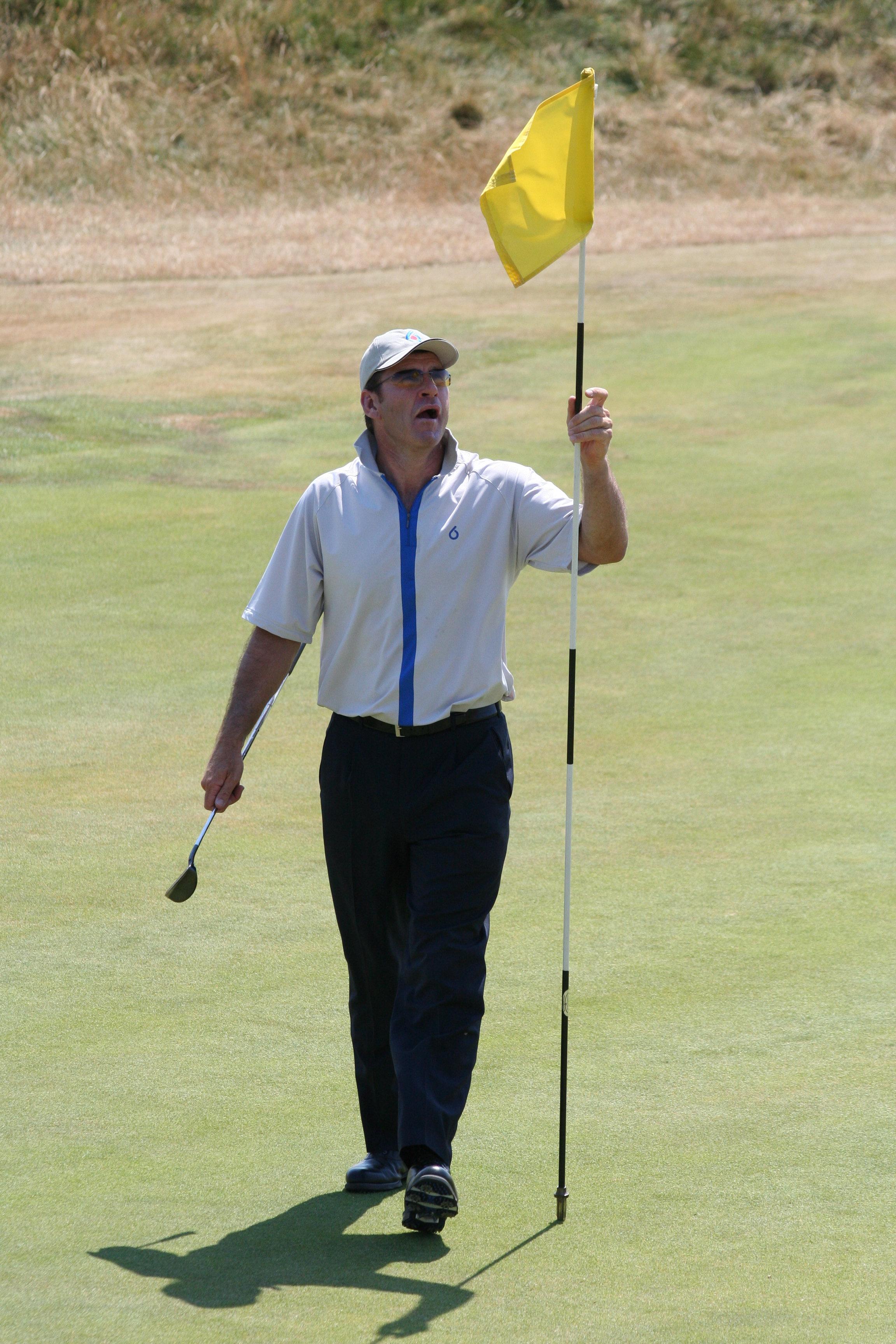
尼克·佛度

尼克·佛度爵士，MBE（Sir Nick Faldo，1957年7月18日—）是一位英國職業高爾夫球手，被譽為歷史上最成功的高爾夫球選手之一。他曾經贏得3次英國公開賽冠軍和3次美國名人賽冠軍，並曾經高踞世界排名第一的位置長達98周。2009年11月獲英女皇封為爵士，以表揚他在高球界的驕人成就。

## 職業生涯
尼克·佛度於1975年，先後贏得英格蘭業餘高球賽及英國青年高球錦標賽冠軍，於1976年轉為職業球手，正式展開其輝煌的職業高球手生涯。
1977年，於歐巡賽獎金榜排名第8。1978年則排名第3，並以21歲之齡成為萊德盃歷來最年輕入選球手。於1983年，首次成為歐巡賽獎金王。
1987年，他於英國高爾夫球公開賽奪冠，首次贏得大滿貫賽事錦標。1988年，於美國高爾夫公開賽屈居亞軍。1989年及1990年連奪兩屆美國大師錦標賽冠軍，1990年第二次奪得英國高爾夫球公開賽冠軍，成為當年雙料大滿貫得主。1992年再次奪得美國大師錦標賽冠軍，1996年第三次英國高爾夫球公開賽冠軍，贏得他個人第六項大滿貫賽事錦標。

## 萊德盃成績
尼克·佛度曾經11次參加萊德盃，贏過破紀錄的23分，並且5次協助歐洲隊奪得冠軍。2008年，他擔任歐洲隊隊長，結果歐洲隊以11½－16½不敵美國隊，無法取得四連冠。

## 旁述生涯
於2004年至2006年，尼克·佛度曾於ABC體育擔任PGA巡迴賽旁述員。2006年10月3日，過檔CBS體育取代蘭尼·沃金斯擔任高爾夫球旁述員。

## 家庭生活
尼克·佛度於1979年與第一任妻子Melanie Rockall結婚，這段婚姻只維持了5年，便他與其經理人的秘書Bennett發生婚外情，於1984年離婚。1986年，與Bennett結婚，兩人育有3名子女:Natalie, Matthew與Georgia。兩人於1995年因尼克·佛度與年僅20歲的高球學生Brenna Cepelak有染而分開。

## 外部連結
- 個人官方網站 （页面存档备份，存于）
- 歐巡賽官方網頁個人檔案
- PGA巡迴賽官方網頁個人檔案